# José Batlle y Ordóñez (Stadt)
José Batlle y Ordóñez, meist lediglich Batlle y Ordóñez genannt, ist eine Stadt in Uruguay.

## Geographie
Sie befindet sich im Norden des Departamento Lavalleja in dessen 12. Sektor an der Grenze zum Nachbardepartamento Florida und dem dort unmittelbar anschließenden Nico Pérez. Nordöstlich des Ortes ist der Cerro Nico Pérez, sowie die gleichnamige Cuchilla gelegen, in der auch der am Rande des Stadtgebiets vorbeifließende Arroyo del Sauce (Arroyo Sauce) entspringt. Ebenfalls befindet sich dort der Parque Municipal "Cerro de Nico Pérez". Im Südwesten liegt in einigen Kilometern Entfernung der Ort Illescas.

## Geschichte
Der Ort wurde 1882 von Francisco De León und dem Notar Diego L. Alfonsín auf den Ländereien De Leóns gegründet. Ursprünglicher Name war San Nicolás. Auf Gesuch von Carlos M. Núñez, dem Bevollmächtigten Francisco De Leóns, wurde die Stadt am 25. Juni 1883 dann auch mit offizieller Genehmigung gegründet und erhielt den Namen Nico Pérez. Zu Ehren des ehemaligen uruguayischen Präsidenten José Batlle y Ordóñez erfolgte am 19. März 1907 per Gesetz die Umbenennung auf die heutige Bezeichnung. Der Ort, zu dessen ersten Einwohnern neben De León unter anderem Antonio Sisto, Pedro Acheritogatay, Fructuoso Pereira, Pedro Guasch und Constancio Casas gehörten, wurde durch den Landvermesser Carlos Burmester abgegrenzt.

## Infrastruktur
Durch den Ort führt die Ruta 7.

## Einwohner
Die Einwohnerzahl José Batlle y Ordóñez' beträgt 2203 (Stand: 2011), davon 1067 männlich und 1136 weiblich.
| Jahr | Einwohner |
| ---- | --------- |
| 1963 | 2738      |
| 1975 | 2074      |
| 1985 | 2448      |
| 1996 | 2298      |
| 2004 | 2424      |
| 2011 | 2203      |

Quelle: Instituto Nacional de Estadística de Uruguay

## Sonstiges
Die Umgebung von Batlle y Ordóñez ist Austragungsort des dreitägigen Folklore-Festivals Festival de Fogones del Cerro de Nico Pérez statt.